# Бех, Иван Дмитриевич
Иван Дмитриевич Бех (род. 9 октября 1940) — советский и украинский психолог, действительный член Национальной академии педагогических наук Украины, доктор психологических наук, профессор, директор Института проблем воспитания НАПН Украины, заслуженный деятель науки и техники Украины.

## Биография
Родился 9 октября 1940 году в селе Алексеевка Полесского района Киевской области. Учился в Алексеевской семилетней школе и Полесской средней школе № 1. В 1964 году окончил педагогический факультет Киевского государственного педагогического института имени А.М. Горького, после чего работал учителем в Никольско-Пустинской вспомогательной школе-интернате Киево-Святошинского района Киевской области, в Дарницком детском доме и во вспомогательной школе-интернате № 10 Дарницкого района Киева.
В 1974 году в сборнике «Взаимосвязь школьного и внешкольного образования взрослых» была издана статья «Формирование у школьников умений классификации как компонента способности к самообразованию».
С 1974 по 1978 год работал младшим научным сотрудником в Киевской лаборатории Научно-исследовательского института общей педагогики и педагогической психологии Академии педагогических наук СССР, лаборатории психологии труда, а также лаборатории психологии обучения Научно-исследовательского института психологии УССР.
В 1978 году защитил кандидатскую диссертацию на тему «Формирование у школьников обобщенных способов решения практических задач (на материале ручного труда во 2–м классе)».
Занимал должность старшего научного работника лаборатории психологии обучения НИИ психологии УССР, а в 1979 году стал заведующим лаборатории психологии трудового воспитания. В 1983 году был назначен заведующим лабораторией психологии формирования личности младшего школьника НИИ психологии УССР, в 1991 году — ведущим научным сотрудником отдела воспитания и социальной психологии Института психологии Академии педагогических наук Украины. Кроме того, в 1983 — 1993 годах являлся председателем профсоюзного комитета НИИ психологии УССР.
Трудился в должности заведующего лабораторией психологических основ развития произвольности поведения личности Института психологии АПН Украины, заместителя директора по научной работе Института дефектологии АПН Украины. В 1993 — 1998 годах являлся председателем объединенного профсоюзного комитета АПН Украины.
Звание профессора получил в 1995 году. С 1997 года — член-корреспондент Академии педагогических наук Украины.
В 1996 — 1998 годах работал директором-организатором Института проблем воспитания Академии педагогических наук Украины, с 1998 года — его директор.
В 1999 году стал действительным членом Академии педагогических наук Украины.
В 2002 году Беху было присвоено почетное звание «Заслуженный деятель науки и техники Украины».
В 2002 — 2005 годах занимал должность председателя научно-методической комиссии по физическому воспитанию Министерства образования и науки Украины.
С 2003 года является заместителем председателя редакционной коллегии журнала «Мир воспитания».

## Творчество
Специализируется в методологии, теории, технологиях воспитания. Основная проблема, отраженная в работах, — создание педагогики воспитания, основанной на современных философско-гуманистических идеях существования человека, его стремлении к высшим смыслам жизни.
Совершил продуктивный синтез теории культурно-исторического развития высших психических функций, гуманистической психологии и педагогики, теории чувств и на этой основе создал действенную теорию о восхождении личности к духовно-нравственной культуре человечества. Экспериментально-генетический метод в становлении личности дал исследователю возможность предложить высокоэффективные технологии воспитания и развития субъекта, основанные на принципах сознания и самосознания.
Создатель теории личностно-ориентированного воспитания, концепции правил ответного субъект-субъектного взаимодействия и концепции поступка.
Является автором более 647 научных трудов, подготовил 31 доктора и более 51 кандидата наук.

## Награды
- Нагрудный знак «Отличник народного просвещения» (1986);
- Почетная грамота Министерства по делам семьи, детей и молодежи (2004);
- Почетная грамота Министерства образования и науки Украины (2005);
- Почетная грамота Верховной Рады Украины (2005);
- Почетная грамота Кабинета Министров Украины (2007);
- Нагрудный знак Министерства образования и науки Украины «Василий Сухомлинский» (2007);
- Орден «За заслуги» II степени (2015)[1].

## Основные публикации
1. Бех И.Д. О сочетании умственных и практических действий в учебной деятельности младших школьников (на материале ручного труда и природоведения) // Психология: Республик. наук.-метод. зб. / М-во просвещения УССР. — К., 1976. — Вып. 15. — С. 77—84.
2. Бех И.Д. Формирование у школьников обобщенных способов решения практических задач (на материале ручного труда во 2 кл.): Автореф. дис... канд. психол. наук: 19.00.07 / НИИ психологии УССР. — К., 1977. — 25 сек.
3. Бех И.Д. Важный аспект психологической подготовки детей к труду // Н. шк. — 1978. — № 3. — С. 19.
4. Бех И.Д. Формирование обобщенных способов решения задач трудового обучения // Мышление в деятельности младших школьников / под ред. Г. С. Костюка, Г. А. Балла. — 1981. — Разд. 6. — С. 113—134.
5. Бех И.Д. Некоторые психологические аспекты трудового воспитания школьников // Советов. шк. — 1982. — № 2. — С. 23—27.
6. Бех И.Д. Психологические особенности учебной деятельности школьников // Н. шк. — 1982. — № 4. — С. 53—57.
7. Бех И.Д. Работа — главный воспитатель школьников: Психол. аспект труд. воспитание мол. школьников. — К.: Т-во «Знание» УССР, 1983. — 32 сек. — (Сер. 7 «Педагогическая»; № 9). — Библиогр.: с. 31—32.
8. Бех И.Д. Родителям о трудовом воспитании детей в семье / Сек. Д Максименко, И. Д Бех// Н. шк. — 1984. — № 9. — С. 57—63.
9. Бех И.Д. Психологические условия сочетания обучения и труда как фактор нравственного развития школьников // Советов. шк. — 1984. — № 11. — С. 23—26.
10. Бех И.Д. Психологические особенности развития нравственных свойств личности // Советов. шк. — в 1987. — № 12. — С. 11—15.
11. Бех И.Д. Психологические основы нравственного развития личности: Автореф. дис... д-ра психол. наук: 19.00.07 / Киев. гос. мэд. ин-т им. М. Н. Драгоманова. — К., 1992. — 42 сек. — Библиогр.: с. 39—42.
12. Бех И.Д. Психологические основы применения генетико-моделирующего метода в нравственном воспитании личности // Психология: Республик. наук.-метод. зб. / Наук.-опыт. ин-т психологии Украины. — К., 1992. — Вып. 38. — С. 11—19.
13. Бех И.Д. Психологические условия эффективности воспитательного воздействия // Род. шк. — 1992. — № 1. — С. 41—46.
14. Бех И.Д. Изучение личности младшего школьника // Н. шк. — 1993. — № 3. — С. 6—10.
15. Бех И.Д. Произвольное поведение школьника как цель воспитания // Род. шк. — 1993. — № 9. — С. 29—32.
16. Бех И.Д. Психологический анализ произвольного поведения личности // Психология: Наук.-метод. зб. / Ин-т систем. исследований образования. — К., 1993. — Вып. 41. — С. 3—10.
17. Бех И.Д. Ответственность личности как цель воспитания // Н. шк. — 1994. — № 9/10. — С. 4—8.
18. Бех И.Д. Концепция воспитания личности // Советов. шк. — 1991. — № 5. — С. 40—47.
19. Бех И.Д. Нравственность личности в психологическом ракурсе // Философ. и социол. мнение. — 1994. — № 3/4. — С. 172—184.
20. Бех И.Д. Личность рождается в семье: [Основные вихов. ценности семьи] // Н. шк. — 1994. — № 2. — С. 8—10.
21. Бех И.Д. Психологическая суть гуманизма в воспитании личности // Педагогика и психология. — 1994. — № 3. — С. 3—12.
22. Бех И.Д. От воли к личности. — К.: Украина-Вита, 1995. — 202 с.
23. Бех И.Д. Гуманизм в воспитании подрастающей личности // Род. шк. — 1995. — № 9. — С. 23—25.
24. Бех И.Д. Теоретические основы обучения и развития аномальных детей // Педагогика и психология. — 1995. — № 4. — С. 147—155.
25. Бех И.Д. Личностно ориентированные технологии воспитания // Психология и педагогика жизнетворчества: [Наук.-метод. пособ.] / Ин-т содержания и методов обучения и др. — К., 1996. — Ч. 1, разд. 2. — С. 283—298.
26. Бех И.Д. Проблема методов воспитания в современной школе // Педагогика и психология. — 1996. — № 4. — С. 136—141.
27. Бех И.Д. Наследственные предпосылки развития личности // Род. шк. — 1996. — № 7. — С. 2—5.
28. Бех И.Д. Воспитание в личностном измерении // Искусство жизнетворчества личности: У2 ч. — К., 1997. — Ч. 2: Життєтворчий потенциал новой школы, разд. 3. — С. 55—95.
29. Бех И.Д. Духовные ценности в развитии личности // Педагогика и психология. — 1997. — № 1. — С. 124—129.
30. Бех И.Д. Категория «отношение» в контексте развития образа «Я» личности // Педагогика и психология. — 1997. — № 3. — С. 9—21.
31. Бех И.Д. Ценности как ядро личности // Ценности образования и воспитания: Науч.-метод. зб. / За заг. ред. А.  Сухомлинской и др. — К., 1997. — С. 8—11.
32. Бех И.Д. Научное понимание личности как основа эффективности воспитательного процесса // Н. шк. — 1998. — № 1. — С. 2—6.
33. Бех И.Д. Образ «Я» как цель формирования и развития личности // Педагогика и психология. — 1998. — № 2. — С. 30—40.
34. Бех И.Д. Ядро личности в фокусе воспитания // Психология на пересечении тысячелетий: Зб. наук. пр. участников Пятых Костюков. чтений. — К., 1998. — Т. 1. — С. 135—144.
35. Бех И.Д. У истоков сущности личности // Путь образования. — 1999. — № 2. — с. 10—14.
36. Бех И.Д. Воспитание подрастающей личности на основе новой методологии // Педагогика и психология. — 1999. — № 3. –С. 5—14.
37. Бех И.Д. Научный подход — залог воспитательного успеха педагога // Н. шк. — 1999. — № 11. — С. 1—5.
38. Бех И.Д. Личностно-ориентированное воспитание: пути реализации // Род. шк. — 1999. — № 12. — С. 13—16.
39. Бех И.Д. Две экспериментально-воспитательные стратегии — два этапа развития педагогической науки // Педагогика и психология. — 2000. — № 3. — С. 5—15.
40. Бех И.Д. Младший школьник в воспитательном пространстве межличностных взаимоотношений // Н. шк. — 2000. — № 5. — С. 1—3.
41. Бех И.Д. Формировать у ребенка чувство ценности другого человека // Педагогика толерантности. — 2001. — № 2. — С. 16—23.
42. Бех И.Д. Интеграция как образовательная перспектива // Н. шк. — 2002. — № 5. — С. 5—6.
43. Бех И.Д. Воспитание личности: В 2 кн. Кн. 1: Личностно ориентированный подход: теоретико-технологические основы. — К.: Лыбидь, 2003. — 280 с.
44. Бех И.Д. Воспитание личности: В 2 кн. Кн. 2: Личностно ориентированный подход: научно-теоретические основы. — К.: Лыбидь, 2003. — 344 с.
45. Бех И.Д. Организация правилответного воспитания // Образование и упр. — 2003. — № 4. — С. 86—93.
46. Бех И.Д. Психологическое сопровождение личностно-ориентированного воспитания // Н. шк. — 2003. — № 3. — С. 1—6.
47. Бех И.Д. Технология интимно-личностного общения // Педагогика и психология. — 2003. — № 1. — С. 17—29.
48. Бех И.Д. Духовная энергия поступка: [Наук.-метод. пособ.] / М-во образования и науки Украины. Наук.-метод. центр и др. — Киев, 2004. — 43 сек.
49. Бех И.Д. Поступок в воспитании гуманистически направленной личности // Мир воспитания. — 2004. — № 1. — С. 9—15.
50. Бех И.Д. Содержание правилответного воспитания личности // Пед. мнение. — 2004. — № 4. — С. 3—13.
51. Бех И.Д. Инварианты воспитания личности // Директор шк. — 2004. — Дек. (№ 45). — С. 16—20.
52. Бех И.Д. Концепция правилответного воспитания // Дошкол. воспитания. — 2004. — № 11. — С. 3—7.
53. Бех И.Д. Моральное развитие личности в историко-педагогическом осмыслении // Род. шк. — 2004. — № 1. — С. 16—19.
54. Бех И.Д. Педагогика успеха: воспитательные потери и их преодоление // Педагогика и психология. — 2004. — № 4. — С. 5—15.
55. Бех И.Д. Чувства сердечности в воспитательном наследстве В.А. Сухомлинского // Мир воспитания. — 2004. — № 3. — С. 21—23.
56. Бех И.Д. Чувство успеха в воспитании личности // Н. шк. — 2004. — № 12. — С. 1—3.
57. Бех И.Д. Чувство успеха в воспитании личности // Н. шк. — 2005. — № 1. — С. 3—4.
58. Бех И.Д. Психологические резервы воспитания личности // Род. шк. — 2005. — № 2. — С. 11—13.
59. Бех И.Д. Воспитание личности: Восхождение к духовности. — К.: Лыбидь, 2006.
60. Бех И.Д. Программа патриотического воспитания детей и учащейся молодежи. — К.: Институт проблем воспитания АПН Украины, 2006.
61. Бех И.Д. Принципы инновационного образования // Образование и управления. — 2005. — Т.8.
62. Бех И.Д. Педагогическое уговоры: концептуальные основы метода // Научный вестник Николаевского государственного университета: Сборник научных трудов. Николаев: МГУ, 2007. — Выпуск 15: Педагогические науки. — С. 40—54.
63. Бех И.Д. Продвижение личности к преданности добродетелям // Начальная школа. — 2007. — № 4. — С. 7—11.
64. Бех И.Д. Жизнь как ценность в культурно-воспитательной интерпретации В.А. Сухомлинского // Родная школа. — 2007. — № 1. — С. 7—8.
65. Бех И.Д. Духовное развитие личности: продвижение в неизведанное // Педагогика и психология. — 2007. — № 1(54). — С. 5—27.
66. Бех И.Д. Метод педагогических уговоров в воспитании личности // Школьный мир. — 2007. — № 34(402). — С. 2—8.
67. Бех И.Д. Воспитательный процесс с глубинным психозануренням как инновационный замысел // Педагогика и психология. — 2007. — № 4 (57). — С. 5—20.
68. Бех И.Д. Национальная идея в становлении гражданина-патриота Украины (Программно-воспитательный контекст). — К.: АПН Украины, Институт проблем воспитания, 2008. — 39 сек.
69. Бех И.Д. Психомаяки в воспитательном процессе // Социальный педагог. — 2008. № 5 (17). — С. 10—22.
70. Бех И.Д. Воспитательный процесс в силовом поле психоактиваторов // Мир воспитания. — 2008. — № 2.
71. Бех И.Д. Современное воспитание: инновационные горизонты // Завуч. — № 22 (352). — 2008. — С. 4—33.
72. Бех И.Д. Эстетика духовности В.А. Сухомлинского // Родная школа. — 2008. № 9. — С. 3—4.
73. Бех И.Д. Воспитание личности: учебник / Иван Дмитриевич Бех. — К.: Лыбидь, 2008. — 848 с.
74. Бех И.Д. Психологические источники воспитательного мастерства [учебное пособие] / Бех Иван Дмитриевич. — К.: «Академвидав». — 2009. — 248 с.
75. Бех И.Д. Достоинство как духовный геном личности // Педагогика и психология. — 2009. — № 1(62). — С. 76—89.
76. Бех И.Д. Теоретико-прикладной смысл компетентного подхода в педагогике // Воспитание и культура. — 2009. — № 1—2 (17—18). — С.5—7.
77. Бех И.Д. Компетентностный подход в современном образовании // Педагогика высшей школы: методология, теория, технология. — К.: Генезис. — 2009. — с. 21—24.
78. Бех И.Д. Жизнь личности в духовном диапазоне // Родная школа. — 2009. — № 11 (959). — С. 7—17.
79. Бех И.Д. Правилответное воспитание технологических достижений педагога // Классный руководитель. — 2009. — № 23 (59). — С.2—22.
80. Бех И.Д. Жизнь личности в духовном облике: научно-методическое пособие / Иван Дмитриевич Бех. — Ровно: РГГУ, 2010. — 118 с.
81. Бех И.Д. Жизнь личности как путь к духовной далей // Педагогика и психология. — 2010. — № 3(68). — С. 15—32.
82. Бех И.Д. Совесть: психологическая сущность и механизм воспитания // Родная школа. — 2011. — № 1—2 (973—974). — С. 3—7.
83. Бех И.Д. Жизнь личности в пространстве духовности // Начальная школа. — 2011. — № 2. — С. 4—6.
84. Бех И.Д. Воспитательные законы в благотворительной жизни личности // Родная школа. — 2011. — № 6. — С. 39—42.
85. Бех И.Д. Я как источник духовного саморазвития личности // Педагогика и психология. — 2011. — № 3(72). — С. 5—16.
86. Бех И.Д. Духовная безопасность — напряженность в воспитании и развитии личности / Эстетика и этика педагогического воздействия: сб. наук. пр. / Институт педагогического образования и образования взрослых НАПН Украины; Полтавский национальный педагогический университет имени В. Г Короленко. — Выпуск 1. — К., Полтава: ПНПУ имени. Г Короленко, 2011. — 59—68.
87. Бех И.Д. Рефлексия в духовном «Я» личности // Родная школа. — 2011. — № 8—9 (980—981). — С.9—14.
88. Бех И.Д. Я как источник духовного саморазвития личности // Педагогика и психология. — 2011. — № 3 (72). — С. 5—16.
89. Бех И.Д. Личность в пространстве духовного развития: учеб. пособ. /  Д Бех. — К.: Академвидав, 2012. — 256 с. — (Серия «Альма-матер»).
90. Бех И.Д. Психология духовности В.А. Сухомлинского: попытка методологической рефлексии // В. А. Сухомлинский в размышлениях современных украинских педагогов: монография / сост.: А.  Сухомлинская, А. Я. Савченко; авт. кол.: А.  Сухомлинская, А. Я. Савченко, С. Курило, И. Д Бех и др. — Луганск: Вид-во ДЗ «ЛНУ имени Тараса Шевченко», 2012. — С. 150—167.
91. Бех И.Д. Рефлексивно-эксплицитное метод в воспитании личности // Родная школа. — 2012. — № 12. — С.3—7.
92. Бех И.Д. Духовно-ценностное переживание учебного материала: сущность и воспитательная роль // Педагогика и психология. — 2013. — № 1 (78). — С. 63—66.
93. Бех И.Д. Идентификация в воспитании личности // Родная школа. — 2013. — № 4—5. — С.20—25.
94. Бех И.Д. Воспитательный процесс в осягнутих глубинах /  Д Бех // Школьный мир: Спецвыпуск «Воспитательный процесс в осягнутих глубинах». — № 5 (685). — 2014. — С. 4—41.
95. Бех И.Д. Инновационная воспитательная технология: сущностные положения и пути реализации / И. Д Бех // Педагогика и психология. — 2014. — № 1. — С. 12—17.
96. Бех И.Д. Феномен одухотворения учебного содержания как воспитательное средство /  Д Бех // Педагогика и психология. — 2014. — № 2. — С. 47—51.
97. Бех И.Д. Гуманистическая модель воспитания /  Д Бех // Методист. — 2014. — № 6 (30). — С. 60—66.
98. Бех И.Д. Упор — государственническое воспитание /  Д Бех // Образование. — 2014. — № 47 (5638). — С. 3.
99. Бех И.Д. Основы здоровья: учебник для 6-го кл. общеобразов. уч. зав. / И. Д Бех, Т.  Воронцова, В. С. Пономаренко, С.  Страшко. — К.: Издательство «Алатон», 2014. — 200 сек.
100. Бех И.Д. Программа украинского патриотического воспитания детей и учащейся молодежи /  Д Бех, К.  Черная // Методист. — 2014. — № 11 (35). — С. 11—25.
101. Бех И.Д .Воспитание как высшее профессиональное мастерство педагога /  Д Бех // Новые технологии обучения. Науч.-метод.сб. / Институт инновационных технологий и содержания образования Министерства образования и науки Украины. — Киев, 2014. Вып. 81. — С. 24—30.
102. Бех И.Д. Патриотизм: современные признаки и ориентиры воспитания /  Д Бех // Родная школа. — 2015. — № 1-2 (1021—1022). — С. 3—6.
103. Бех И.Д. Указатели к духовности личности /  Д Бех // «Качество непрерывного образования в условиях евроинтеграционных процессов: тенденции, проблемы, прогнозы»: Материалы международной научно-практической конференции — Черновцы, Печать ФЛП Горюк, 2015. — C. 39—45.
104. Бех И. Д Государственническое воспитание как общественно-образовательный приоритет /  Д Бех // Педагогика и психология. — 2015. — № 2 (87). — С. 14—17.
105. Бех И.Д. Избранные научные труды. Воспитание личности /  Д Бех // Избранные научные труды: в 2 тт.: Т.1/ Иван Дмитриевич Бех. — Черновцы: Букрек, 2015. — 840 с. — (Серия «Школа будущего»).
106. Бех И.Д. Избранные научные труды. Воспитание личности. /  Д Бех // Избранные научные труды: в 2 тт.: Т.2 / Иван Дмитриевич Бех. — Черновцы: Букрек, 2015. — 640 с. — (Серия «Школа будущего»).
107. Бех И.Д. Природа духовного у человека. Воспитание произвольного побуждения как средство овладения воспитанником духовной ценностью / И. Д Бех // Методист. — 2015. — № 11 (47). — С. 18—26.
108. Бех И.Д. Воспитание личности: Восхождение к духовности. — К.: Лыбидь, 2006.
109. Бех И.Д. Программа патриотического воспитания детей и учащейся молодежи. — К.: Институт проблем воспитания АПН Украины, 2006.
110. Бех И.Д. Принципы инновационного образования // Образование и управления. — 2005. — Т.8.
111. Бех И.Д. Педагогические уговоры: концептуальные основы метода // Научный вестник Николаевского государственного университета: Сборник научных трудов. Николаев: МГУ, 2007. — Выпуск 15: Педагогические науки. — С. 40—54.
112. Бех И.Д. Продвижение личности к преданности добродетелям // Начальная школа. — 2007. — № 4. — С. 7—11.
113. Бех И.Д. Жизнь как ценность в культурно-воспитательной интерпретации В.А. Сухомлинского // Родная школа. — 2007. — № 1. — С. 7—8.
114. Бех И.Д. Духовное развитие личности: продвижение в неизведанное // Педагогика и психология. — 2007. — № 1(54). — С. 5—27.
115. Бех И.Д. Метод педагогических уговоров в воспитании личности // Школьный мир. — 2007. — № 34(402). — С. 2—8.
116. Бех И.Д. Воспитательный процесс с глубинным психозануренням как инновационный замысел // Педагогика и психология. — 2007. — № 4 (57). — С. 5—20.
117. Бех И.Д. Национальная идея в становлении гражданина-патриота Украины (Программно-воспитательный контекст). — К.: АПН Украины, Институт проблем воспитания, 2008. — 39 сек.
118. Бех И.Д. Психомаяки в воспитательном процессе // Социальный педагог. — 2008. № 5 (17). — С. 10—22.
119. Бех И.Д. Воспитательный процесс в силовом поле психоактиваторов // Мир воспитания. — 2008. — № 2.
120. Бех И.Д. Современное воспитание: инновационные горизонты // Завуч. — № 22 (352). — 2008. — С. 4—33.
121. Бех И.Д. Эстетика духовности В.А. Сухомлинского // Родная школа. — 2008. № 9. — С. 3—4.
122. Бех И.Д. Воспитание личности: учебник / Иван Дмитриевич Бех. — К.: Лыбидь, 2008. — 848 с.
123. Бех И.Д. Психологические источники воспитательного мастерства [учебное пособие] / Бех Иван Дмитриевич. — К.: «Академвидав». — 2009. — 248 с.
124. Бех И.Д. Достоинство как духовный геном личности // Педагогика и психология. — 2009. — № 1(62). — С. 76—89.
125. Бех И.Д. Теоретико-прикладной смысл компетентного подхода в педагогике // Воспитание и культура. — 2009. — № 1—2 (17—18). — С. 5—7.
126. Бех И.Д. Компетентностный подход в современном образовании // Педагогика высшей школы: методология, теория, технология. — К.: Генезис. — 2009. — с. 21—24.
127. Бех И.Д. Жизнь личности в духовном диапазоне // Родная школа. — 2009. — № 11 (959). — С. 7—17.
128. Бех И.Д. Правилответное воспитание технологических достижений педагога // Классный руководитель. — 2009. — № 23 (59). — С.2—22.
129. Бех И.Д. Жизнь личности в духовном облике: научно-методическое пособие / Иван Дмитриевич Бех. — Ровно: РГГУ, 2010. — 118 с.
130. Бех И.Д. Жизнь личности как путь к духовной далей // Педагогика и психология. — 2010. — № 3(68). — С. 15—32.
131. Бех И.Д. Совесть: психологическая сущность и механизм воспитания // Родная школа. — 2011. — № 1—2 (973—974). — С. 3—7.
132. Бех И.Д. Жизнь личности в пространстве духовности // Начальная школа. — 2011. — № 2. — С. 4—6.
133. Бех И.Д. Воспитательные законы в благотворительном жизни личности // Родная школа. — 2011. — № 6. — С.39—42.
134. Бех И.Д. Я как источник духовного саморазвития личности // Педагогика и психология. — 2011. — № 3(72). — С. 5—16.
135. Бех И.Д. Духовная безопасность — напряженность в воспитании и развитии личности / Эстетика и этика педагогического воздействия: сб. наук. пр. / Институт педагогического образования и образования взрослых НАПН Украины; Полтавский национальный педагогический университет имени В. Г Короленко. — Выпуск 1. — К., Полтава: ПНПУ имени. Г Короленко, 2011. — 59—68.
136. Бех И.Д. Рефлексия в духовном «Я» личности // Родная школа. — 2011. — № 8—9 (980—981). — С. 9—14.
137. Бех И.Д. Я как источник духовного саморазвития личности // Педагогика и психология. — 2011. — № 3 (72). — С. 5—16.
138. Бех И.Д. Личность в пространстве духовного развития: учеб. пособ. /  Д Бех. — К.: Академвидав, 2012. — 256 с. — (Серия «Альма-матер»).
139. Бех И.Д. Психология духовности В. А. Сухомлинского: попытка методологической рефлексии // В. А. Сухомлинский в размышлениях современных украинских педагогов: монография / сост.: А.  Сухомлинская, А. Я. Савченко; авт. кол.: А.  Сухомлинская, А. Я. Савченко, С. Курило, И. Д Бех и др. — Луганск: Вид-во ДЗ «ЛНУ имени Тараса Шевченко», 2012. — С. 150—167.
140. Бех И.Д. Рефлексивно-эксплицитный метод в воспитании личности // Родная школа. — 2012. — № 12. — С. 3—7.
141. Бех И.Д. Духовно-ценностное переживание учебного материала: сущность и воспитательная роль // Педагогика и психология. — 2013. — № 1 (78). — С. 63—66.
142. Бех И.Д. Идентификация в воспитании личности // Родная школа. — 2013. — № 4—5. — С. 20—25.
143. Бех И.Д. Воспитательный процесс в осягнутих глубинах /  Д Бех // Школьный мир: Спецвыпуск «Воспитательный процесс в осягнутих глубинах». — № 5 (685). — 2014. — С. 4—41.
144. Бех И.Д. Инновационная воспитательная технология: сущностные положения и пути реализации / И.Д. Бех // Педагогика и психология. — 2014. — № 1. — С. 12—17.
145. Бех И.Д. Феномен одухотворения учебного содержания как воспитательное средство /  Д Бех // Педагогика и психология. — 2014. — № 2. — С. 47—51.
146. Бех И.Д. Гуманистическая модель воспитания /  Д Бех // Методист. — 2014. — № 6 (30). — С. 60—66.
147. Бех И.Д. Упор — государственническое воспитание /  Д Бех // Образование. — 2014. — № 47 (5638). — С. 3.
148. Бех И.Д. Основы здоровья: учебник для 6-го кл. общеобразов. уч. зав. / И. Д Бех, Т.  Воронцова, В. С. Пономаренко, С.  Страшко. — К.: Издательство «Алатон», 2014. — 200 сек.
149. Бех И.Д. Программа украинского патриотического воспитания детей и учащейся молодежи /  Д. Бех, К.  Черная // Методист. — 2014. — № 11 (35). — С. 11—25.
150. Бех И.Д. Воспитание как высшее профессиональное мастерство педагога /  Д Бех // Новые технологии обучения. Науч.-метод.сб. / Институт инновационных технологий и содержания образования Министерства образования и науки Украины. — Киев, 2014. Вып. 81. — С. 24—30.
151. Бех И.Д. Патриотизм: современные признаки и ориентиры воспитания /  Д Бех // Родная школа. — 2015. — № 1—2 (1021—1022). — С. 3—6.
152. Бех И.Д. Указатели к духовности личности /  Д Бех // «Качество непрерывного образования в условиях евроинтеграционных процессов: тенденции, проблемы, прогнозы»: Материалы международной научно-практической конференции — Черновцы, Печать ФЛП Горюк, 2015. — C. 39—45.
153. Бех И.Д. Государственническое воспитание как общественно-образовательный приоритет /  Д Бех // Педагогика и психология. — 2015. — № 2 (87). — С. 14—17.
154. Бех И.Д. Избранные научные труды. Воспитание личности /  Д Бех // Избранные научные труды: в 2 тт.: Т.1/ Иван Дмитриевич Бех. — Черновцы: Букрек, 2015. — 840 с. — (Серия «Школа будущего»).
155. Бех И.Д. Избранные научные труды. Воспитание личности. /  Д Бех // Избранные научные труды: в 2 тт.: Т.2 / Иван Дмитриевич Бех. — Черновцы: Букрек, 2015. — 640 с. — (Серия «Школа будущего»).
156. Бех И.Д. Природа духовного у человека. Воспитание произвольного побуждения как средства овладения воспитанником духовной ценностью / И. Д Бех // Методист. — 2015. — № 11 (47). — С. 18—26.